# Fouchécourt (Haute-Saône)
Fouchécourt település Franciaországban, Haute-Saône megyében. Lakosainak száma 120 fő (2022. január 1.). Fouchécourt Montureux-lès-Baulay, Aboncourt-Gesincourt, Gevigney-et-Mercey, Baulay és Purgerot községekkel határos.

## Népesség
A település népességének változása:
| Lakosok száma | 115  | 111  | 109  | 110  | 112  | 111  | 115  | 117  | 120  |
|               | 2013 | 2015 | 2016 | 2017 | 2018 | 2019 | 2020 | 2021 | 2022 |